# Odrintsi
Odrintsi (bulgariska: Одринци) är ett distrikt i Bulgarien.   Det ligger i kommunen Obsjtina Dobritj-Selska och regionen Dobritj, i den östra delen av landet, 400 km öster om huvudstaden Sofia.
Trakten runt Odrintsi består till största delen av jordbruksmark. Runt Odrintsi är det ganska tätbefolkat, med 67 invånare per kvadratkilometer.